# Ключи (Юсьвинское сельское поселение)
Ключи — деревня в Юсьвинском муниципальном округе Пермского края России.

## Географическое положение
Деревня расположена в западной части Юсьвинского муниципального округа на расстоянии примерно 10 километров на юго-восток по прямой от села Юсьва.

## История
До 2020 года деревня входила в состав Юсьвинского сельского поселения Юсьвинского района.

## Климат
Климат умеренно континентальный. Среднегодовое количество осадков составляет 664 мм, причём максимальное суточное количество достигает 68 мм, наибольшая высота снежного покрова 66-93 см. Средняя температура января -15,8 °C (абсолютный минимум −53 °C), июля +17,7 °C (абсолютный максимум +38 °C). Заморозки в воздухе заканчиваются в III декаде мая, но в отдельные годы заморозки отмечаются в конце апреля или начале июня. Осенние заморозки наступают в первой-начале второй декаде сентября. Средняя продолжительность безморозного периода 100 дней.

## Население
Постоянное население составляло 22 человека (82 % коми-пермяки) в 2002 году, 10 человек в 2010 году.